# Sự trỗi dậy của hành tinh khỉ
Sự trỗi dậy của hành tinh khỉ hay Sự nổi dậy của bầy khỉ (tựa tiếng Anh: Rise of the Planet of the Apes) là bộ phim khoa học viễn tưởng 2011 của đạo diễn Rupert Wyatt. Với sự tham gia của các diễn viên điện ảnh James Franco, Freida Pinto, John Lithgow và Andy Serkis. Đây là phần làm lại của loạt phim Planet of the Apes và gắn kết với câu chuyện gốc để làm nền cho loạt bộ phim mới. Nội dung phim tương tự như bộ phim thứ tư trong loạt phim gốc, Conquest of the Planet of the Apes (1972), nhưng nó không phải là một bộ phim làm lại và không viết tiếp nên cậu chuyện gốc. Phim được phát hành tại Hoa Kỳ, Canada và Ấn Độ vào ngày 05 tháng 8 năm 2011.

## Nội dung
Will Rodman (James Franco) là một nhà khoa học tại công ty sinh học Gen-Sys, công ty này đang cố gắng phát triển một phương thuốc cho bệnh Alzheimer và đang thử nghiệm một loại thuốc theo liệu pháp gen lên những con tinh tinh. Loại thuốc này, là một loại virus được sửa đổi, giúp biến đổi những con tinh tinh, khiến chúng có khả năng thông minh của loài người. Một con tinh tinh cái đã cho rằng con của nó (mà phòng thí nghiệm vẫn chưa biết đến) bị đe dọa nên đã nổi giận và bị bắn chết bởi các nhân viên an ninh. Ông chủ của Will là Steven Jacobs (David Oyelowo) sau đó đã ra lệnh cho người giữ con tinh tinh này là Robert Franklin (Tyler Labine) phải kết liễu bằng thuốc những con tinh tinh còn lại. Franklin không thể khiến mình giết chết con tinh tinh con khi phát hiện ra sự tồn tại của nó và thay vào đó đã trao nó cho Will đem về nhà nuôi.
Cha của Will là Charles (John Lithgow), người đang bị bệnh Alzheimer, đặt tên cho con tinh tinh con là "Caesar". Caesar (Andy Serkis) đã thừa hưởng trí thông minh cao của mẹ mình và phát triển nhanh chóng. Một ngày, sau khi nó làm hoảng sợ những đứa trẻ của người hàng xóm, Hunsiker (David Hewlett) - một viên phi công, và chịu một vết thương trên chân, Will dẫn nó đến Sở thú San Francisco và được một nhà nghiên cứu động vật linh trưởng là Caroline Aranha (Freida Pinto) chữa trị vết thương. Will bắt đầu dẫn Caesar đi tham quan ở khu rừng Tùng Bách tại Công trình kỷ niệm quốc gia Rừng Muir, nhưng sau cuộc chạm trán với loài chó Shepherd Đức của một gia đình nọ, Caesar bắt đầu bực bội với vị trí như là một thú cưng cho loài người của mình. Khi Caesar hỏi về xuất thân của mình, Will nói rằng mẹ của nó và mười một con tinh tinh khác đã được tiêm thuốc và lý do cho trí thông minh của nó là bởi loại thuốc đó đã tác động lên nó từ khi còn trong bụng mẹ. Caesar biết được nhiều hơn về xuất thân của mình và bắt đầu cho mình khác biệt với gia đình loài người của mình.
Will tuyệt vọng đành liều lĩnh thử mẫu thuốc của mình lên cha anh. Thoạt đầu, tình trạng của cha anh tiến triển, nhưng rốt cuộc hệ thống miễn dịch của ông đã đánh bật loại virus đó và chứng mất trí lại trở lại. Trong lúc mơ hồ, ông đã thử vào xe của người hàng xóm Hunsiker, nghĩ chiếc xe đó là của mình, và ông phá hỏng nó, khiến Hunsiker nổi nóng. Caesar chứng kiến cuộc chạm trán và tấn công Hunsiker. Cuối cùng, nó bị bắt khỏi nhà Will ở chính quyền và được giữ lại tại nhà cho động vật linh trưởng được điều hành bởi John Landon (Brian Cox), nơi nó bị đối xử tàn nhẫn bởi những con khỉ khác và người bảo vệ, vốn là con trai của Landon, Dodge (Tom Felton). Caesar thoát khỏi xà lim và thả con gorilla đang bị giam riêng một mình. Với sự hỗ trợ của con gorilla này, Caesar thống trị những con khỉ khác bằng cách chạm tay phục tùng của loài tinh tinh.
Will tạo ra một loại virus mạnh mẽ hơn để tiếp tục chữa trị cho cha anh, và Jacobs phớt lờ việc thử nghiệm trên những con tinh tinh, vốn sẽ tăng trí thông minh của chúng. Tuy nhiên, những nhà khoa học này không biết rằng, loại thuốc này đem lại cái chết cho loài người. Franklin bị nhiễm loại virus mới này và bắt đầu hắt hơi ra máu. Trong lúc cố gắng gặp Will tại nhà của Will, Franklin đã vô tình lây cho Hunsiker, và sau đó bị phát hiện ra là đã chết trong căn hộ của mình. Will nỗ lực cảnh báo Jacobs về việc tiếp tục thử nghiệm nhưng khi Jacobs từ chối nghe mình, Will nghỉ việc.
Sau khi Charles chết, Will hối lộ cho Landon để trả Caesar về cho anh nuôi, nhưng Caesar từ chối rời đi. Sau đó nó tự mình thoát nhà nuôi khỉ và trở về nhà Will, nơi nó đã đánh cắp các lọ thuốc chứa loài virus mới và xả vào chỗ các lồng tại nhà nuôi khỉ, nhằm nâng cao trí thông minh của các con khỉ khác. Các con khỉ này bắt đầu thực hiện kế hoạch trốn thoát. Dodge cố gắng can thiệp, dẫn đến cuộc chiến với Caesar. Caesar khiến Dodge sốc khi quát "Không" trước mặt anh, và sau đó đã khiến cho anh ta chết vì điện giật. Những con khỉ được phóng thích đột kích thành phố và giải thoát những con khỉ khác ở Gen-Sys, cũng như toàn bộ các loài khỉ khác từ một sở thú.
Các con khỉ này phá vỡ vòng phong tỏa của CHP (Đội tuần tra quốc lộ California) trên Cầu Cổng Vàng và thoát vào khu rừng Tùng Bách. Jacobs, rơi xuống nước chết sau khi máy bay rơi và bị một trong các con khỉ đạp cả máy bay chở anh xuống. Will tìm đến và cảnh báo Caesar rằng con người sẽ săn đuổi chúng, và cầu xin nó về nhà. Caesar nói với Will rằng nó "đã về nhà" giữa những con khỉ cùng đàn khác. Hình ảnh cuối cùng cho thấy bầy khỉ leo lên đỉnh của những cây Tùng, nhìn sang Vịnh San Francisco.
Trong cảnh post-credits, Hunsiker bị nhiễm virus và đang trên đường làm việc. Ống kính camera chuyển sang bảng thông báo tình trạng đầy ắp các chuyến bay, sau đó chuyển dần thành bản đồ quỹ đạo các đường bay có nở rộ các đốm sáng ngụ ý rằng nạn dịch lan tràn khắp thế giới khiến loài khỉ nắm quyền kiểm soát hành tinh giống như những phim trước đây.

## Các diễn viên

### Người
- James Franco vai Will Rodman
- Freida Pinto vai Caroline Aranha
- John Lithgow vai Charles Rodman
- Brian Cox vai John Landon
- Tom Felton vai Dodge Landon
- David Oyelowo vai Steven Jacobs
- Tyler Labine vai Robert Franklin
- David Hewlett vai Hunsiker
- Jamie Harris vai Rodney

### Khỉ (Ape)
- Andy Serkis vai Caesar, một con tinh tinh đang phát triển, có trí thông minh do kế thừa ALZ-112 từ mẹ khi mang thai, và được Will chăm sóc trong 8 năm. Sau đó, nó dẫn đầu một cuộc tấn công chống lại con người. Tên nhân vật Caesar được dựa từ loạt phim gốc Conquest of the Planet of the Apes và Battle for the Planet of the Apes.
- Karin Konoval vai Maurice, một con đười ươi Bornean, đã nghỉ hưu từ rạp xiếc và biết ký hiệu ngôn ngữ, nó trở thành đồng minh thân cận nhất của Caesar. Tên của nó là một tài liệu tham khảo của Maurice Evans, người đóng vai con đười ươi Tiến sĩ Zaius trong Planet of the Apes (1968).
- Terry Notary vai Rocket, tinh tinh đầu đàn tại Trung tâm Linh trưởng San Bruno, cho đến khi Caesar chống lại nó.
- Richard Ridings vai Buck, một con khỉ đột, người cam kết lòng trung thành với Caesar sau khi được tự do.
- Christopher Gordon vai Koba, một con tinh tinh lùn với sẹo trên mặt, nó đã dành suốt cuộc đời trong phòng thí nghiệm và có mối hận thù chống lại con người.
- Devyn Dalton vai Cornelia, một con tinh tinh giống cái trong khu bảo tồn vượn.
- Jay Caputo vai Alpha, một con tinh tinh đực thủ lĩnh trong khu bảo tồn vượn.

## Sản xuất
Trong 1 đoạn bài blog của phim, đạo diễn Rupert Wyatt nhận xét về sự độc đáo của cốt truyện: "Bộ phim như là một phần của thần thoại. Nó không viết tiếp bộ phim khác; đây là một câu chuyện độc lập. Phim kén người xem, cấu trúc câu chuyện là phần cuốn hút của phim này như Batman Begins."
Trong một cuộc phỏng vấn trong năm 2009, Wyatt nói, "Chúng tôi đã kết hợp các yếu tố từ sự xâm chiếm, khi loài khỉ bắt đầu cuộc nổi dậy, nhưng điều này chủ yếu dựa trên bộ phim năm 1968... Caesar là một nhân vật cách mạng, người sẽ nói chuyện về loài khỉ đồng bào của mình trong nhiều thế kỷ... Đây chỉ là bước đầu tiên trong sự tiến hóa của loài khỉ, và còn rất nhiều câu chuyện để nói sau này,tôi nghĩ bộ phim tiếp theo sẽ được nói về tất cả các cuộc chiến tranh giữa vượn và con người "
Về câu chuyện các phần tiếp theo, Wyatt nhận xét: "Tôi nghĩ rằng chúng ta đang kết thúc với những câu hỏi nhất định, khá thú vị với tôi, tôi đã nghĩ về các phần tiếp theo bộ phim này, nhưng điều này chỉ là khởi đầu.." kịch bản và nhà sản xuất Rick Jaffa cũng đã nói rằng Rise of the Planet of the Apes sẽ hé lộ một số tình tiết cho phần tiếp theo trong tương lai: "Tôi hy vọng rằng chúng tôi đang xây dựng nền tảng cho các bộ phim trong tương lai. Chúng tôi đang cố gắng để trồng rất nhiều hạt giống cho những điều bạn đang nói về loài khỉ " Theo Rick Jaffa, phiên bản của tàu vũ trụ năm 1968 của Planet of the Apes đặc trưng theo tên Icarus trong phim như một gợi ý cho một phần tiếp theo.
Phim bắt đầu bấm máy vào tháng 7 năm 2010 tại Vancouver, British Columbia. Bộ phim cũng quay tại San Francisco, California, và xung quanh O'ahu, Hawaii.

## Hiệu ứng hình ảnh
Điểm nhấn thú vị của tác phẩm lần này đó chính là công nghệ thu chuyển động (motion capture), được thực hiện bởi Weta Digital, cũng chính là hãng "góp gió" vào cơn bão Avatar.

## Âm nhạc
Âm nhạc trong phim được sáng tác bởi Patrick Doyle và thực hiện bởi Studio Hollywood Symphony.

## Tiếp nhận

### Đánh giá
Đánh giá cho Rise of the Planet of the Apes là tích cực, và xếp hạng trung bình của 7.1/10, dựa trên 164 ý kiến.Sự đồng thuận tóm tắt của trang web là: "Led hướng thời trang của Rupert Wyatt của một số hiệu ứng đặc biệt ấn tượng,..."

### Doanh thu
Rise of the Planet of the Apes ra rạp lần đầu tiên tại US và Canada với 5.400 màn hình trong 3.648 rạp chiếu. Đạt doanh thu $ 19.534.699 vào ngày khai mạc và $ 54.806.191 trong cuối tuần mở cửa, doanh thu số 1 vào cuối tuần.
Tính đến ngày 07 tháng 8 năm 2011, bộ phim đã thu về $ 54.806.191 tại Us và Canada và thêm $ 23.400.000 tại lãnh thổ nước ngoài, đưa tổng doanh thu trên toàn thế giới lên con số hiện tại là $ 78.206.191.
Đến ngày 10 tháng 11, doanh thu của bộ phim đã đạt $ 468.969.479 trên toàn thế giới.